# John Aston Sr.
Pour les articles homonymes, voir John Aston et Aston.
John Aston, né le 3 septembre 1921 à Prestwich (Angleterre), mort le 31 juillet 2003 à Manchester (Angleterre), est un footballeur anglais, qui évoluait au poste d'arrière gauche ou d'avant centre à Manchester United et en équipe d'Angleterre.
Aston n'a marqué aucun but lors de ses dix-sept sélections avec l'équipe d'Angleterre entre 1948 et 1950.

## Biographie
Il joue son premier match en équipe nationale le 26 septembre 1948, contre le Danemark (score : 0-0 à Copenhague). Il reçoit sa dernière sélection le 7 octobre 1950, contre l'Irlande du Nord (victoire 1-4 à Belfast).

## Palmarès

### En équipe nationale
- 17 sélections et 0 but avec l'équipe d'Angleterre entre 1948 et 1950.

### Avec Manchester United
- Champion d'Angleterre en 1952
- Vainqueur de la Coupe d'Angleterre en 1948

## Vie privée
Son fils John Aston Jr. est aussi footballeur sous les couleurs de Manchester United.